# SC 베이라마르
스포르트 클루브 베이라마르(Sport Clube Beira-Mar) 또는 SC 베이라마르(S.C. Beira-Mar)는 포르투갈 아베이루의 축구 클럽으로, 현재 4부 리그인 캄페오나투 드 포르투갈 소속으로 활동하고 있다.
SC 베이라마르는 축구 팀 외에도 풋살, 농구, 권투 팀도 운영하고 있으며 2009–10 리가 드 온하에서 1위를 차지, 프리메이라 리가로 승격되었다.
재정 문제로 인하여, 2015년에 최하 리그로 강등되었다.

## 성적
- 리가 드 온하: 우승 2회 (2005–06, 2009–10)
- 타사 드 포르투갈: 우승 1회 (1998–99), 준우승 1회 (1990–91)

## 선수 명단

### 현역
참고: FIFA 자격 규정에 따라 소속된 국가대표팀 국기를 표시합니다. 선수는 복수의 FIFA 비회원국 국적을 가지고 있을 수 있습니다.
| 번호 | 포지션 | 국적 | 이름            |
| ---- | ------ | ---- | --------------- |
| 4    | DF     |      | 카이오 세나     |
| 6    | MF     | 기니 | 이브라히마 소리 |
| 11   | FW     |      | 디에고 라포소   |

| 번호 | 포지션 | 국적         | 이름        |
| ---- | ------ | ------------ | ----------- |
| 17   | FW     |              | 미셸 레너   |
| 19   | FW     | 부르키나파소 | 시드니 실라 |
| 25   | FW     | 기니비사우   | 지단 카     |
| 27   | DF     | 카보베르데   | 로마리오    |

## 역대 감독
| 감독              | 임기        |
| ----------------- | ----------- |
| 페르난두 카브리타 | 1977 ~ 1979 |